# Typha latifolia
La espadaña, totora, chuspata, cola de gato o tule (Typha latifolia) es una especie de planta herbácea perenne del género Typha, de la familia Typhaceae. Crece en áreas templadas subtropicales y tropicales de todos los continentes, en regiones pantanosas donde forma los espadañales. Florece de mediados a fines del verano. Esta especie comparte su distribución con otras especies emparentadas, y se hibrida con Typha angustifolia, de hojas más angostas,  formando Typha x glauca (Typha angustifolia x T. latifolia). Alcanza 1,5  a 3 m de altura y sus hojas 2-4 cm de ancho.

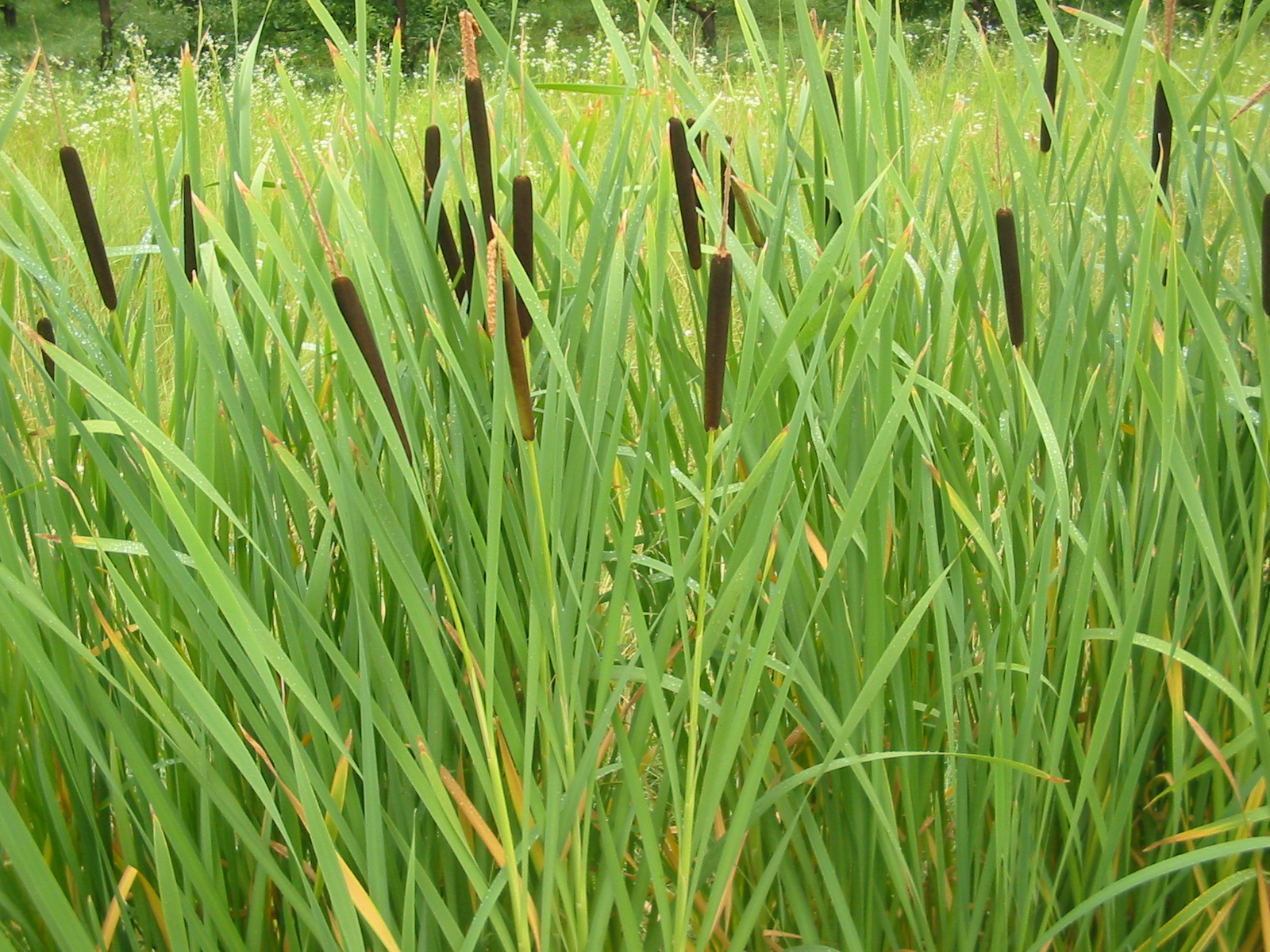
Typha latifolia

## Sinonimia
- Typha spathulaefolia Kronf. [1887, Verh. K. K. Zool.-Bot. Ges. Wien, 37, Sitzungsber : 15]
- Typha pendula Fisch. ex Sond. [1851, Fl. Hamburg. : 508]
- Typha intermedia Schur [1851, Verh. Mitth. Siebenbürg. Vereins Naturwiss. Hermannstadt, 2 : 206, tab. 1]
- Typha caspica Pobed. [1949, Bot. Mater. Gerb. Bot. Inst. Komarova Akad. Nauk. SSSR, 12 : 21]
- Typha bethulona Costa [1864, Introd. Fl. Cataluña : 251]
- Typha palustris Bubani [1902, Fl. Pyr., 4 : 25] [nom. illeg.]
- Typha elongata Pauquy [1831, Stat. Bot. Fl. Départ. Somme : ?] [nom. illeg. : T. media DC.]
- Massula latifolia (L.) Dulac[1]

## Nombres comunes
- Castellano: aceña, anea, aneas, bayón, bayunco, boa, boga, bohordo, bohordos altos, bordo, carriza, carrizo, cohete, cuca, enea, eneas, espadaña, espadaña ancha, espadaña de agua, espadaña de laguna, espadaña de mazorca, espadañas, fuso, inea, junco, lirio del bordo, lirios, lirios salvajes, nea, paja real, pelusas, peluso, pelusos, plumino, puro, puros, suca, varilla de corte, velote.[2]